# Тосна (деревня)
То́сна (бел. То́сна) — деревня в составе Паршинского сельсовета Горецкого района Могилёвской области Республики Беларусь.

## Население
- 1999 год — 70 человек
- 2010 год — 32 человека